# 萊克縣 (密歇根州)
萊克縣（英語：Lake County）是位於美國密歇根州西部的一個縣。面積1,488平方公里。根據美國2000年人口普查，共有人口11,333人。縣治鮑德溫。
成立於1871年3月18日。縣名來自一縣之隔的密西根湖和縣內的湖泊。